# 卡斯泰德-多阿特
卡斯泰德-多阿特（法語：Casteide-Doat，法語發音：[kastɛd dɔat]）是法国大西洋比利牛斯省的一个市镇，属于波城区。

## 地理
卡斯泰德-多阿特（43°22'23"N, 0°0'46"W）面积5.34 平方千米，位于法国新阿基坦大区大西洋比利牛斯省，该省份为法国东南部省份，涵盖了贝阿恩与北巴斯克，西临大西洋比斯開灣，北至朗德省，东北接热尔省，东临上比利牛斯省，南与西班牙接壤。
与卡斯泰德-多阿特接壤的市镇（或旧市镇、城区）包括：圣莱泽、萨努斯、比戈尔地区维克、拉马尤、蒙塔内、蓬蒂亚克-维耶勒潘特。
卡斯泰德-多阿特的时区为UTC+01:00、UTC+02:00（夏令时）。

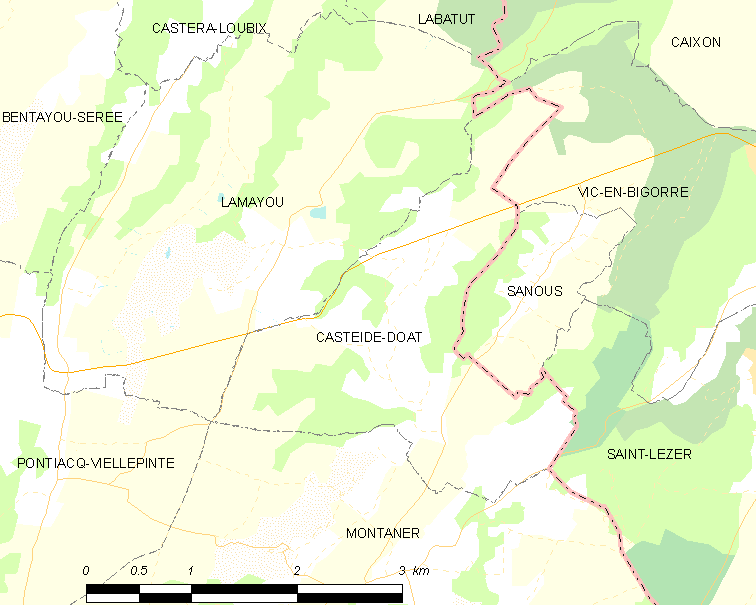
卡斯泰德-多阿特的OSM定位图

## 行政
卡斯泰德-多阿特的邮政编码为64460，INSEE市镇编码为64173。

## 政治
卡斯泰德-多阿特所属的省级选区为莫尔拉斯与蒙塔内雷斯地区县。

## 人口

1962-2008年间卡斯泰德-多阿特人口变化图示

卡斯泰德-多阿特于2022年1月1日时的人口数量为159人。